# Appellationsgericht Bromberg
Das Appellationsgericht Bromberg war zwischen 1849 und 1879 ein preußisches Appellationsgericht mit Sitz in Bromberg.

## Geschichte
Die "Verordnung über die Aufhebung der Privatgerichtsbarkeit und des eximierten Gerichtsstandes sowie über die anderweitige Organisation der Gerichte" vom 2. Januar 1849 hob die Patrimonialgerichtsbarkeit auf. Gleichzeitig wurde das Appellationsgericht Bromberg geschaffen und das bisherige Oberlandesgericht Bromberg aufgehoben. Dem Appellationsgericht Bromberg waren die Kreisgerichte nachgelagert, die grundsätzlich je Landkreis eingerichtet wurden. Dem Appellationsgericht Bromberg war das Oberappellationsgericht Berlin übergeordnet.
Mit den Reichsjustizgesetzen wurden die Gerichte im Deutschen Reich vereinheitlicht. Das Appellationsgericht Bromberg wurde 1879 aufgehoben. Neu eingerichtet wurden nun das Oberlandesgericht Posen und das Landgericht Bromberg.

## Sprengel
Der Sprengel des Appellationsgerichtes Bromberg umfasste den Regierungsbezirk Bromberg. Es bestanden dort 9 Kreisgerichte in 3 Schwurgerichtsbezirken.
| Kreisgericht              | Sitz         | Schwurgerichtsbezirk | Gerichtskommissionen                            |
| ------------------------- | ------------ | -------------------- | ----------------------------------------------- |
| Kreisgericht Bromberg     | Bromberg     | Bromberg             | Gerichtskommission in Polnisch-Crone            |
| Kreisgericht Gnesen       | Gnesen       | Gnesen               |                                                 |
| Kreisgericht Inowrazlaw   | Inowrazlaw   | Bromberg             |                                                 |
| Kreisgericht Lobsens      | Lobsens      | Schneidemühl         | Gerichtskommission in Rakel                     |
| Kreisgericht Schneidemühl | Schneidemühl | Schneidemühl         | Gerichtskommissionen in Chodziesen und Margonin |
| Kreisgericht Schönlanke   | Schönlanke   | Schneidemühl         | Gerichtskommissionen in Czarnikow und Filehne   |
| Kreisgericht Schubin      | Schubin      | Bromberg             |                                                 |
| Kreisgericht Trzemeszno   | Trzemeszno   | Gnesen               |                                                 |
| Kreisgericht Wongrowitz   | Wongrowitz   | Gnesen               |                                                 |